# نطق موسيقي

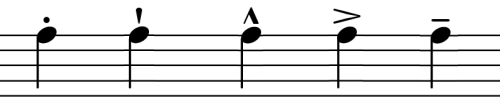
أمثلة على النطق. من اليسار إلى اليمين، ستاكاتو ستاكاتيسيمو، مارتيلاتو، ماركاتو، تينوتو.

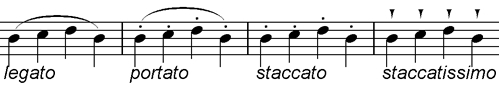
نطوق من ليغاتو إلى ستاكاتيسيمو.

في الموسيقى، النطق الموسيقي (بالإنجليزية: Articulation)‏ هو وسيط موسيقي أساسي يحدد كيف تعزف نوطة واحدة أو حدث موسيقي آخر. تهيكل النطوق بشكل أساسي بداية ونهاية حدث موسيقي معين، وتحدد طول صوته وشكل مقدمته واضمحلاله، ويمكن أن تغير أيضا جرسه وحركيته وحدته. يشبه النطق الموسيقي النطق اللغوي، وقد كان يقارن بالبلاغة خلال تلقينه في عصر الباروك والفترة الكلاسيكية.
توجد مجموعة من النطوق التقليدية في الموسيقى الغربية والتي تم توحيدها في القرن 19، ويستمر استخدامها إلى يومنا هذا بشكل واسع. لكن الملحنين قد لا يكتفون بهذه النطوق وقد يبتكرون نطوقا جديدة حسب تطلبات المعزوفات. يمكن للملحنين تصميم النطوق من الصفر عند تأليف الموسيقى الإلكترونية وموسيقى الحاسوب.
بالإضافة إلى اتباع تعليمات الملحنين، يختار العازفون كيفية نطق الأحداث الموسيقية المدونة حسب تفسيرهم لها. إلى حدود القرن 17 كانت الإشارة إلى النطوق في التدوين الموسيقي نادرة، وحتى في عصر الباروك كانت غير شائعة وتستعمل غالبا للزينة، مما يترك تحديدها للعازف ومعايير العصر. حتى في الفترة الكلاسيكية كانت تختلف التفسيرات المتعددة لإشارات النطق بشكل كبير مقارنة بتفسيراتها الآن. أصبحت النطوق أكثر توحيدا لكن ما زال على العازفين أن يأخذوا بعين الاعتبار أساليب عصرهم، طرق العزف التي كانت شائعة في وقت كتابة القطعة التي يعزفونها، سياق عزفهم، نوع وأسلوب الموسيقى، وذوقهم الخاص وتحليلهم عند تقريرهم كيفية نطق حدث مدون.

## أنواع النطق الموسيقي
توجد عدة أنواع من النطق لكل منها تأثير مختلف على طريقة عزف النوطة. يمثل رمز مختلف فوق أو تحت النوطة (حسب موقعها في المدرج) كل نطق.
| Tenuto   | الثبات على العلامة حتى طولها الكامل (أو أطول، مع تسريع مؤقت وطفيف لسرعة العزف)، أو عزفها بجهارة أعلى قليلا. |
| Marcato  | عزف نوطة قصيرة أو كورد طويلة أو مقطع متوسط بجهارة أو قوة مرتفعة مقارنة بالموسيقى المحيطة.                   |
| Staccato | (وتسمى أيضا تهتهة) تقصير النوطة أو تقطيعها.                                                                 |
| Legato   | عزف أو غناء النوطات متصلة وبسلاسة.                                                                          |

## اقرأ أيضا
- تصويت الكلام

## الملاحظات
1. 1 2  Schmidt-Jones 2013، 2.3.2.
2. ↑  Lawson & Stowell 2004، صفحة 28.
3. ↑  Lawson & Stowell 2004، صفحة 48.
4. ↑  Adler 2002، صفحة 283.
5. ↑  Beck 2000، صفحة 157.
6. ↑  Lawson & Stowell 2004، صفحة 47.
7. ↑  Lawson & Stowell 2004، صفحة 39.

## بيبليوغرافيا
- Cooper, Helen (1985). Basic Guide to How to Read Music. (ردمك 0-399-51122-9).

## وصلات خارجية
- GNU Lilypond Notation Software's List of Articulation Symbols